# Friedrich Rudolf Hasse
Friedrich Rudolf Hasse (* 29. Juni 1808 in Dresden; † 14. Oktober 1862 in Bonn) war ein deutscher evangelischer Geistlicher, Pädagoge und Schriftsteller.

## Leben
Friedrich Rudolf Hasse wurde als Sohn des Friedrich Christian August Hasse geboren. Er hatte noch zwei weitere Brüder:
- Otto Viktor Hasse (* 1816; † 1861), Jurist
- Karl Ewald Hasse

Er besuchte die Kreuzschule in Dresden und studierte anschließend an der Universität Leipzig Theologie. Dort wurde er 1827 durch die Disputation von August Hahn vom Theologischen Rationalismus abgebracht. Ab 1829 setzte er seine theologischen Studien an der Universität Berlin fort, wo August Neander, Friedrich Schleiermacher und Philipp Konrad Marheineke seine Lehrer waren. Gerade durch Marheineke lernte er die Bedeutung der Philosophie von Georg Wilhelm Friedrich Hegel kennen.
1832 promovierte er mit einer Dissertation über das Lehrsystem von Anselm von Canterbury. Als er sich 1834 habilitierte und mit seinen theologischen Vorlesungen begann, wurden diese mit großem Beifall begrüßt, denn in seinen Rezensionen der Werke zur Kirchengeschichte in den Berliner Jahrbüchern für wissenschaftliche Kritik von Veit Engelhardt, Ferdinand Guericke und Karl von Hase deckte er die Mängel der Methode in ihren Werken mit solcher Schärfe auf, dass Karl von Hase sich genötigt sah, sich mit der Hegelschen Methode auseinanderzusetzen.
In seiner in der von Bruno Bauer begründeten Zeitschrift für speculative Theologie (1836–1838), erschienenen Rezension zur Schrift Die christliche Gnosis von Ferdinand Christian Baur kritisierte Hasse das Werk von einem traditionellen historisch-theologischen Standpunkt aus, so dass der Begründer der Tübinger Schule veranlasst wurde, eine eingehende Abhandlung über den Begriff der christlichen Religionsphilosophie in der Zeitschrift für speculative Theologie zu veröffentlichen.
1836 ging Hasse als außerordentlicher Professor für Kirchengeschichte an die Universität Greifswald und fünf Jahre später wurde er 1841 durch den Minister Friedrich Eichhorn an die Universität Bonn berufen. Dort wirkte er neben den Theologen Friedrich Bleek, Isaak August Dorner und Richard Rothe. An dieser Universität war Hasse auch Leiter des Theologischen Seminars.
1843 veröffentlichte er seinen ersten Band Anselm von Canterbury, in dem er das Leben dieses Erzbischofs darstellte. Der zweite Band dieses Werkes (1852 erschienen) stellte das Lehrsystem dieses Begründers der scholastischen Theologie dar.
Hasse war mit Cäcilie (* 27. August 1812; † unbekannt), einer Tochter von Georg Poelchau, verheiratet; ihr Bruder war Hermann Poelchau.
Gemeinsam hatten sie eine Tochter:
- Katharina (* 18. Juni 1841 in Greifswald; † 14. November 1928 in Bonn),[3] verheiratet mit Dietrich Brandis.

## Mitgliedschaften
- Gustav-Adolf-Werk
- Rheinische Missionsgesellschaft.

## Schriften (Auswahl)
- (mit Friedrich Christian August Hasse:) Cuinam nostri aevi populo debeamus primas oeconomiae publicae et statisticae notiones: Quaestio Historica quam ex auctoritate amplissimi philosophorum ordinis pro loco in eodem ordine et juribus magisterii Lipsiensis rite obtinendis d. VIII. M. Oct. MDCCCXXVIII illustris jctorum ordinis concessu in auditorio juridico. Lipsiae: Brockhaus, 1828 (Leipzig, Univ., Phil. Diss.).
- Anselm von Canterbury (Band 1). Leipzig Verlag von Wilhelm Engelmann 1843 (Digitalisat).
- Enumeratio variarum Anselmianorum operum editionum. Bonnae 1849.
- Ad audiendam orationem de Anselmi pro existentia dei argumento. Bonnae : Formis Caroli Georgii, 1849 (Digitalisat).
- Anselm von Canterbury (Band 2). Leipzig Verlag von Wilhelm Engelmann 1852 (Digitalisat).
- Dissertatio de prima Nebucadnezaris adversus Hierosolyma expeditione. Bonnae, 1856 (Google books).
- Sacram Memoriam Regis Serenissimi Friderici Gvilelmi III. Avgvstissimi Hvivs Vniversitatis Conditoris Natali Eivs III. Nonas Avgvstas Hora XI. Ab Literarvm Vniversitate Friderica Gvilelmia Rhenana Pie Celebrandam Indicit D. Fridericvs Rvdolphvs Hasse Ordinis Theologorvm Evangelicorvm H.A. Decanvs : Inest Dissertatio De Prima Nebvcadnezaris Adversvs Hierosolyma Expeditione. Bonnae : Georgi, 1856.
- Ursprung, Gegensatz und Kampf des Guten und Bösen im Menschen. Teil I-II. Entwickelt aus der physischen Lehre des Euripides und nachgewiesen an einigen Charakteren seiner Dramen. Magdeburg, bei W. Heinrichshofen, 1859–1870 (Google books).
- Geschichte des Alten Bundes. Leipzig: Wilhelm Engelmann, 1863 (Google books).
- Kirchengeschichte. Hrsg. von August Köhler. Leipzig : W. Engelmann, 1864 (Digitalisat).